# レーモンド・マリー・シェーファー

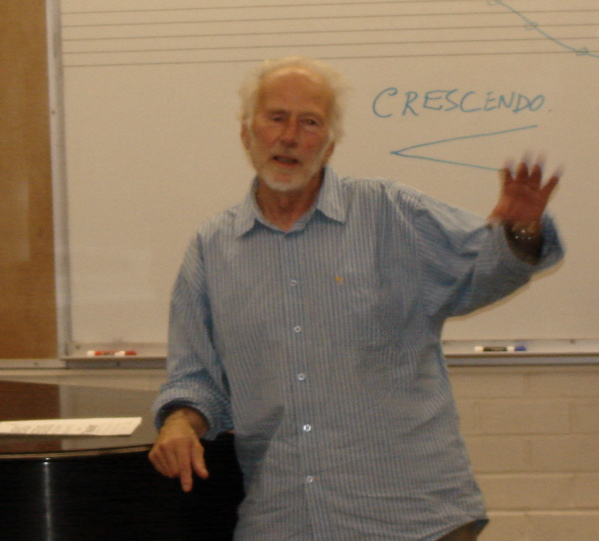
レーモンド・マリー・シェーファー（2007年）

レーモンド・マリー・シェーファー（Raymond Murray Schafer, 1933年7月18日 - 2021年8月14日）は、カナダを代表する現代音楽の作曲家。サウンドスケープの提唱者。日本ではサントリー音楽財団の委嘱時に「マリー・シェーファー」と紹介されており、この呼び方が最も広まっている。

## 生涯
オンタリオ州のサーニアで生まれる。トロントの王立音楽院で学び、後にヨーロッパ各地でも学ぶ。1964年からブリティッシュ・コロンビアのサイモンフレーザー大学で教える。教育的な著書も多数で、代表的な作品は大編成の管弦楽曲「ノース・ホワイト」（1973年）や、全曲で2時間かかる「ルストロ」三部作（1971年）である。
作品はしばしばテープなどの電子音楽と組み合わせて作曲されている。日本への紹介は武満徹企画構成の『Music Today '77』（1977年6月）で『アルカナ』が演奏されたのが最も初期のものと考えられ、その後、1980年6月、『Music Today '80』の「マリー・シェーファーの夕べ」で大きく取り上げられ、一躍注目された。1985年の来日時には、「京都」をテーマにした京都信用金庫からの委嘱で、『香を聴く(KO WO KIKU)』を作曲。小澤征爾指揮、京都市交響楽団の演奏で初演された。この曲は夕暮れの京都を背景として、指揮者と楽団員が香のパフォーマンスをするというものであった。この曲のみならず、ジェー・ファーはケージからの影響を受けている作品も多い。1995年7月8日にはサントリーホール国際作曲委嘱シリーズNo.20として『精霊』が、東京のサントリーホールで初演された。2005年に「パトリア」と呼ばれる一連の音楽劇を完成させ、「ニューヨーク・タイムズ」から「『指輪』や『光』と並ぶ巨大オペラの傑作」と評された。
彼の合唱曲は近年、日本でもしばしばコンクールなどで演奏されている。日本の合唱団のために書かれた作品として、「自然の声 Vox Naturae」（1997年・東京混声合唱団）、「17の俳句 Seventeen Haiku」（1997年・合唱団うたおに）、「香を想う Imagining Incense」（2001年・東京混声合唱団）、「ナルキッソスとエコーの神話 The Myth of Narcissus and Echo」（2009年・東京混声合唱団）がある。
2021年8月14日、アルツハイマー病の合併症により死去。88歳没。
シェーファーの音楽作品はUniversal Edition、Arcana Editionsなどから出版されている。

## 著書
- 教室の犀（高橋悠治 訳　全音楽譜出版社）
- 世界の調律（小川博司・鳥越けい子ほか訳　平凡社、のち平凡社ライブラリー）
- サウンド・エデュケーション（若尾裕、今田匡彦、鳥越けい子 訳、春秋社）
- 音さがしの本―リトル・サウンド・エデュケーション（今田匡彦との共著、春秋社）